# Полет 557 на MIAT
Полет 557 на MIAT е редовен вътрешен пътнически полет от международното летище Буянт-Ухаа, Улан Батор, до летище „Мьорьон“, Мьорьон, Монголия, управляван от „MIAT Монголиан Еърлайнс“. На 21 септември 1995 г. самолетът „Антонов Ан-24RV“, който изпълнява полета, се разбива при подхода към летището в Мьорьон, което води до смъртта на 41 от всички 42-ма пътници и екипаж на борда на машината. Този инцидент е най-смъртоносният авиационен инцидент в монголската история.
Установено е, че по време на пътуването екипажът взима решение да премине към визуален полет (чрез външни ориентири – като небето или пистата), тъй като счита видимостта за достатъчна. Въпреки това, докато се спускат по маршрута на захода за кацане, пилотите започват преждевременно да изпълняват процедурите за кацане. В резултат на това, около 12:30 ч. местно време, самолетът се блъска в планината Чохо Геологлох Уул.